# Arturo García Arias
Arturo García Arias (n. 1959) es un político mexicano, diputado local del distrito XV del estado de Colima. Estudió la licenciatura en Derecho en la Universidad de Colima. Fue líder del Mercado Lázaro Cárdenas en Tecomán y desde el 2004 es miembro del Colegio de Abogados del Municipio de Tecomán. Fue Presidente del Consejo de Administración de la Unión de Condominios de la Central de Autobuses de Tecomán. De 2009 al 2012 se desempeñó como Director de Evaluación de la Secretaría de Planeación de Gobierno del Estado de Colima. Fue regidor en el H. Ayuntamiento Municipal de Tecomán de 2015 al 2018.
Ha sido diputado local por el distrito XV en la LV Legislatura (2006-2009), en la que fue Presidente de la Comisión de Justicia, Gobernación y Poderes; diputado local por el distrito XV en la LVII Legislatura (2012-2015), como Presidente de la Comisión de Estudios Legislativos y Puntos Constitucionales; y diputado local por el distrito XV en la LIX Legislatura (2018-). El 6 de diciembre de 2018 abandonó el Grupo Parlamentario del Partido del Trabajo y se unió al Grupo Parlamentario del Movimiento Regeneración Nacional.